# Frammento (genere letterario)
Il frammento è un genere letterario costituito da scrittura in prosa di notevole brevità. Si tratta di una forma di scrittura molto antica, presente in moltissime civiltà.
Grande esponente del genere del frammento fu, nell'Ottocento, Giacomo Leopardi, con il suo monumentale Zibaldone.
Esempio di letteratura per frammenti sono i notissimi “Frammenti” poetici di Novalis o i Cahiers di Paul Valéry, giornale intellettuale e psicologico a cui il poeta attese a lungo e che vide la pubblicazione, essenzialmente, solo dopo la sua morte.
Il frammento, in taluni casi, può assumere una compiutezza tale da riconciliarsi con la narratività, e quindi assumere forme che appartengono alla letteratura più "costruita": un esempio, nella letteratura del Novecento, sono i Quaderni in ottavo di Franz Kafka.
Anche un frammento estremamente conciso può raggiungere la forma completa di un racconto: un esempio di narratività estremamente brachilogica si ha ne Il dinosauro dello scrittore guatemalteca Augusto Monterroso; in questo caso, la narrazione è espressa in un racconto così icastico da essere racchiusa, e conclusa, in una singola frase: Cuando despertó, el dinosaurio todavía estaba allí (in italiano, "Quando si svegliò, il dinosauro era ancora lì" ). La frase è indicata da Italo Calvino come il più breve racconto della letteratura universale.
Da Walter Benjamin vi è l'esempio di un libro su Baudelaire a cui lavorò una vita intera senza mai giungere a completarlo: questo esempio di scrittura incompiuta appartiene anch'essa al genere del frammento.
Il frammento può spaziare dal microsaggio all'aforisma, come in Minima moralia di Theodor Adorno, affresco critico del Novecento e della sua società industriale, entrambi consegnati all'omologazione culturale.

## Esempi
- Peter Altenberg, Favole della vita, Adelphi.
- Max Aub, Delitti esemplari, Sellerio.
- Daniil Charms, Disastri, Einaudi.
- Daniil Charms, Casi, Adelphi.
- Félix Fénéon, Romanzi in tre righe, Adelphi.
- Ennio Flaiano, Diario degli errori, Adelphi.
- Ennio Flaiano, Autobiografia del Blu di Prussia, Adelphi.
- Ennio Flaiano, La solitudine del satiro, Adelphi.
- Idolo Hoxhvogli, La comunità dei viventi, Clinamen.
- Franz Kafka, Aforismi di Zürau, Adelphi.
- Franz Kafka, Otto quaderni in ottavo, Arnoldo Mondadori Editore.
- Alfred Lichtenstein, Storie di Kuno Kohn, Adelphi.
- Henri Michaux, Brecce, Adelphi.
- Henri Michaux, Viaggio in Gran Garabagna, Casa editrice Quodlibet.
- Georges Perec, Specie di spazi, Bollati Boringhieri.
- Francesco Piccolo, Momenti di trascurabile felicità, Einaudi.
- Alfred Polgar, Piccole storie senza morale, Adelphi.
- Robert Walser, Storie che danno da pensare, Adelphi, Milano.
- Robert Walser, La passeggiata, Adelphi, Milano.
- Robert Walser, I temi di Fritz Kocher, Adelphi, Milano.
- Robert Walser, La rosa, Adelphi, Milano.
- Robert Walser, Storie, Adelphi, Milano.
- Robert Walser, Vita di poeta, Adelphi, Milano.
- Robert Walser, Mio monte. Piccola prosa di montagna, Tararà.
- Robert Walser, La fine del mondo e altri racconti, Armando Dadò Editore, Locarno.
- Robert Walser, Una specie di uomini molto istruiti, Armando Dadò Editore, Locarno.